# Рей Ліотта
Рей Ліотта (англ. Ray Liotta, повне ім'я Реймонд Аллен Ліотта (англ. Raymond Allen Liotta), нар. 18 грудня 1954, Ньюарк, Нью-Джерсі, США — 26 травня 2022) — американський актор і продюсер.
Відомий своїми ролями у фільмах: «Славні хлопці» (Генрі Гілл), «Револьвер» (Дороті Мак), «Кокаїн» (Фред Джанг), «Ганнібал» (Пол Крендлер), «Ідентифікація» (Семюел Родс), «Козирні тузи» (Дональд Каррутерс) та «Реальні кабани» (Джек). Лауреат премії «Еммі» (2005).

## Життєпис

### Раннє життя
Рей Ліотта народився 18 грудня 1954 року (за іншими даними 1955 року) у Ньюарку, штат Нью-Джерсі, США, виріс у сім'ї прийомних батьків Альфреда і Мері Ліотта, що всиновили його у віці 6 місяців. Прийомні батьки мали італійські та шотландські корені, батько був власником магазину запасних частин до автомобілів, директором по персоналу і президентом місцевого демократичного клубу, його мати — секретарем міської ради. У нього є прийомна сестра, Лінда. За його власними словами, Ліотта, ще будучи в дитячому садку, дізнався, що він був всиновлений. Вперше Ліотта зіграв перед публікою у шостому класі, а через низький зріст, що не дозволив йому грати у шкільній баскетбольній команді, він почав відвідувати шкільний драматичний гурток. Продовжив навчатись акторському мистецтву Ліотта і в Університеті Маямі.

### Професійна діяльність
Після закінчення навчання в університеті, Рей Ліотта переїхав у Нью-Йорк, де знайшов свою першу роботу на K-Tel Records у телесеріалах.
Свою першу роль грав у телесеріалі «Інший світ» (1978 рік). Першим успішним фільмом була чорна комедія «Дика штучка» Джонатана Деммі 1986 року. Широку популярність принесли фільми «Поле чудес» та «Втеча неможлива» (1994 рік). Після успіху фільмів Ліотта отримував пропозиції на роль у тому ж дусі, проте він відмовився на користь невеликих фільмів. Відомим широкому загалу його зробила роль Генрі Гілла у «Славних хлопцях» Мартіна Скорсезе.
У 2002 році Ліотта зіграв роль головного героя відеогри «GTA: Vice City» Томмі Версетті.
Ліотта з'явився з Джоном Траволтою у фільмі «Реальні кабани», у «Битві у Сієтлі» як мер Сієтла, і у 2008, знявся у «Розшукується герой» як детектив поряд з Куба Гудінгом. Також, у 2008 році він з'явився у епізоді «What Ever Happened to SpongeBob?» мультсеріалу «Губка Боб Квадратні Штани». У епізоді актор озвучив лідера групи «The Bubble Poppin’ Boys», який намагався вбити Губку Боба (озвучувався Томом Кенні). Ліотта також знявся у фільмі «Перетинаючи кордон», з Гаррісоном Фордом у головній ролі. Рей зіграв детектива Харрісона у комедії Джоді Хілла «Типу крутий охоронець».
У 2010-х роках Рей з'явився у фільмі «Божевільне побачення», разом з Стівом Кареллом, у фільмі «Подвійне життя Чарлі Сан-Клауда» разом з Заком Ефроном, у сімейній кінокомедії «Сніговики» і у психологічній кримінальній драмі «Річкові вбивства», в якій Ліотта зіграв роль детектива поряд з Крістіаном Слейтером та Вінгом Реймсом.
У 2011 році він знявся у фільмі «Небезпечний квартал» поруч з Ченнінгом Тейтумом, і, вперше за всю свою кар'єру з Аль Пачіно.
Також він зіграв разом з Бредом Піттом і Джеймсом Гандольфіні у фільмі 2012 року Ендрю Домініка «Пограбування казино».
У 2013 році отримав другорядну роль мафіозі у фільмі Аріеля Вромена «Крижаний». Також знімався у другорядній ролі у кримінальній комедії «Muppets Most Wanted».
У 2014 році Рей зіграв проповідника у фільмі на основі віри «Ідентичні».
Окрім того, він знявся у західному мінісеріалі «Техаський схід» на замовлення телеканалу «History» у 2015 році.
Серед інших проектів — роль у фільмі «Убити посланця» разом з Джеремі Реннером, другорядна роль у кримінальній комедії «Драйвер на ніч» з Крісом Пайном, та участь у відеороликах Давіда Гетти.
У 2015 році Ліотта разом з Дженніфер Лопес почав зніматись у фільмі «Відтінки синього».
У 2018 році актор стає речником рекламної кампанії компанії Pfizer.

### Особисте життя
15 лютого 1997 року Рей Ліотта одружився з моделлю і продюсером Мішель Ґрейс, після того як вони познайомились на грі з бейсболу, де грав її колишній чоловік Марк Грейс. Разом вони прожили до 2004 року, потім розлучились. У Ліотти є одна донька — Карсен Ліотта. У 2000-х роках йому вдалося розшукати свою біологічну маму, від якої він дізнався, що має шотландське походження, і що у нього є рідна сестра і ще п'ять звідних, а також звідний брат.
З його досвіду зйомок у Західному Техасі, Ліотта продовжив кататися верхом на конях, і у вересні 2014 року сказав: «Я був одержимий верховою їздою (на шоу). Я це люблю зараз. У мене ніколи не було хобі. Це може стати моїм новим хобі».
У лютому 2007 року йому було пред'явлено звинувачення у керуванні автомобілем у нетверезому стані після того, як він врізався у два припаркованих автомобілі у Пасіфік-Палісейдс. Своєї провини не визнавав.

## Творчий доробок

### Фільми і телесеріали
| Рік         | Назва українською                                | Оригінальна назва                           | Персонаж                      |  |
| ----------- | ------------------------------------------------ | ------------------------------------------- | ----------------------------- |  |
| 1980        | Клоун і мавпа                                    | Hardhat and Legs                            | Фемілі                        |  |
| 1983        | Сент-Елсвер                                      | St. Elsewhere                               | Мюррей (1 епізод)             |  |
| 1983        | Касабланка                                       | Casablanca                                  | Саша (5 епізодів)             |  |
| 1983        | Одинока леді                                     | The Lonely Lady                             | Джо Херон                     |  |
| 1984        | Майк Хаммер                                      | Mike Hammer                                 | Тоні Кейбл (1 епізод)         |  |
| 1985        | Честь нашої сім'ї                                | Our Family Honor                            | Ед Сантіні (10 епізодів)      |  |
| 1986        | Дика штучка                                      | Something Wild                              | Рей Сінклер                   |  |
| 1988        | Домінік і Юджин                                  | Dominick and Eugene                         | Юджин «Джино» Лучано          |  |
| 1989        | Поле чудес                                       | Field of Dreams                             | Джо Джексон                   |  |
| 1990        | Славні хлопці                                    | Goodfellas                                  | Генрі Гілл                    |  |
| 1991        | Жінки і чоловіки 2: у любові немає правил        | Women & Men 2: In Love There Are No Rules   | Мартін Мідоус                 |  |
| 1992        | Стаття 99                                        | Article 99                                  | лікар Річард Стьорджесс       |  |
| 1992        | Незаконне вторгнення                             | Unlawful Entry                              | офіцер Піт Девіс              |  |
| 1994        | Втеча неможлива                                  | No Escape                                   | Капітан Дж. Т. Роббінс        |  |
| 1994        | Корріна, Корріна                                 | Corrina, Corrina                            | Менні Сінгер                  |  |
| 1995        | Операція «Дамбо»                                 | Operation Dumbo Drop                        | капітан Т. С. Дойл            |  |
| 1995        | Фрейзер                                          | Frasier                                     | Боб                           |  |
| 1996        | Незабутнє                                        | Unforgettable                               | лікар Девід Крейн             |  |
| 1997        | Турбулентність                                   | Turbulence                                  | Раян Уівер                    |  |
| 1997        | Поліцейські                                      | Cop Land                                    | детектив Гері «Фіггсі» Фіджіс |  |
| 1998        | Фенікс                                           | Phoenix                                     | Гаррі Коллін                  |  |
| 1998        | Навіки моя                                       | Forever Mine                                | Марк Брайс                    |  |
| 1998        | Мишина зграя                                     | The Rat Pack                                | Френк Сінатра                 |  |
| 1999        | Маппет-шоу з космосу                             | Muppets from Space                          | охоронець у воріт № 1         |  |
| 2000        | Пілігрім                                         | Pilgrim                                     | Джек                          |  |
| 2000        | Шепіт ангелів                                    | A Rumor of Angels                           | Натан Ньюбауер                |  |
| 2001        | Ганнібал                                         | Hannibal                                    | Пол Крендлер                  |  |
| 2001        | Серцеїдки                                        | Heartbreakers                               | декан Дін Куманно             |  |
| 2001        | Гріффіни                                         | Family Guy                                  | Зак                           |  |
| 2001        | Кокаїн                                           | Blow                                        | Фред Джанг                    |  |
| 2001 — 2002 | Журнал мод                                       | Just Shoot Me                               | камео                         |  |
| 2002        | Grand Theft Auto: Vice City                      | Grand Theft Auto: Vice City                 | Томмі Версетті                |  |
| 2002        | Точка загоряння                                  | Point of Origin                             | Джон Леонар Орр/Аарон         |  |
| 2002        | Наркобарон                                       | Narc                                        | детектив Генрі Уок            |  |
| 2002        | Джон К'ю                                         | John Q                                      | Ґанс Монро                    |  |
| 2002        | 101 далмантинець 2: Пригоди Патча у Лондоні      | 101 Dalmatians II: Patch's London Adventure | Так, озвучка                  |  |
| 2003        | Ідентифікація                                    | Identity                                    | Семюель Родс                  |  |
| 2004        | Останній кадр                                    | The Last Shot                               | Джек Девайн                   |  |
| 2004        | Контроль                                         | Control                                     | Лі Рей Олівер/Джо Монро       |  |
| 2004        | Швидка допомога                                  | ER                                          | Чарлі Меткалф (1 епізод)      |  |
| 2005        | Револьвер                                        | Revolver                                    | Дороті Мака                   |  |
| 2006        | Гнів                                             | Slow Burn                                   | Форд Коул                     |  |
| 2006 — 2007 | Поза грою                                        | Comeback Season                             | Уолтер Пірс                   |  |
| 2007        | Бі Муві: Медова змова                            | Bee Movie                                   | озвучення                     |  |
| 2007        | Реальні кабани                                   | Wild Hogs                                   | Джек Блейд                    |  |
| 2007        | Крупна ставка                                    | Even Money                                  | Том Карвер                    |  |
| 2007        | Козирні тузи                                     | Smokin' Aces                                | Дональд Каррутерс             |  |
| 2007        | Битва у Сіетлі                                   | Battle in Seattle                           | Джім Тобін                    |  |
| 2007        | В ім'я короля: Історія облоги підземелля         | In the Name of the King                     | Ґелліан                       |  |
| 2008        | Істинний колір                                   | Local Color                                 | Джон-Таліа старший            |  |
| 2008        | Розшукується герой                               | Hero Wanted                                 | детектив Террі Сабкотт        |  |
| 2008        | В погоні за трьохтисячним                        | Chasing 3000                                | дорослий Міккі                |  |
| 2008        | Що сталося з Губкою Бобом                        | What Ever Happened to SpongeBob?            | Тревор; озвучка               |  |
| 2008        | Окис                                             | Powder Blue                                 | Джек Доені                    |  |
| 2009        | Перетинаючи кордон                               | Crossing Over                               | Коул Френкел                  |  |
| 2009        | Типу крутий охоронець                            | Observe and Report                          | детектив Харрісон             |  |
| 2009        | Лінія                                            | La Linea                                    | Марк Шілдс                    |  |
| 2009        | Бунтівна юність                                  | Youth in Revolt                             | Ланс Вескот                   |  |
| 2010        | Гонитва                                          | Ticket out                                  | Джим                          |  |
| 2010        | Божевільний на волі                              | Crazy on the Outside                        | Грей                          |  |
| 2010        | Божевільне побачення                             | Date Night                                  | Джо Мілетто                   |  |
| 2010        | Подвійне життя Чарлі Сан-Клауда                  | Charlie St. Cloud                           | Флоріо Фірренте               |  |
| 2010        | Ханна Монтана                                    | Hannah Montana                              | директор Люгер (1 епізод)     |  |
| 2010        | Сніговики                                        | Snowmen                                     | Реггі Кіркфілд                |  |
| 2011        | Королі вулиць 2                                  | Street Kings: Motor City                    | Марті Кінгстон                |  |
| 2011        | Річкові вбивства                                 | The River Murders                           | Джек Вердон                   |  |
| 2011        | All Things Fall Apart                            | All Things Fall Apart                       | Брінтолл                      |  |
| 2012        | Місце під соснами                                | The Place Beyond the Pines                  | Делука                        |  |
| 2012        | Крижаний                                         | The Iceman                                  | Рой ДіМео                     |  |
| 2012        | Погоня                                           | Ticket Out                                  | Джим                          |  |
| 2012        | Пограбування казино                              | Killing Them Softly                         | Маркі Третмен                 |  |
| 2014        | Місто гріхів 2: Жінка, заради якої варто вбивати | Sin City: A Dame to Kill For                | Джой                          |  |
| 2014        | Маппети 2                                        | The Muppets… Again!                         |                               |  |
| 2014        | Убити посланця                                   | Kill the Messenger                          |                               |  |
| 2014        | Драйвер на ніч                                   | Stretch                                     | у ролі самого себе            |  |
| 2015        | Код кампусу                                      | Campus Life                                 | Бармен                        |  |
| 2016        | Нотатки від татка                                | Sticky Notes                                | Джек                          |  |
| 2019        | Шлюбна історія                                   | Marriage Story                              | Джей Маротта                  |  |
| 2020        | Хелловін Х'юбі                                   | Hubie Halloween                             |                               |  |
| 2021        | Без різких рухів                                 | No Sudden Move                              | Френк Капеллі                 |  |
| 2021        | Багато святих Ньюарка                            | The Many Saints of Newark                   | Молтісанті                    |  |
| 2022        | Чорний птах                                      | Black Bird                                  | Джеймс «Великий Джим» Кін     |  |
| 2023        | Кокаїновий ведмідь                               | Cocaine Bear                                | Сід                           |  |
| 2023        | Небезпечні води                                  | Dangerous Waters                            | Капітан                       |  |

### Нагороди і номінації
| Рік  | Фільм                                            | Роль          | Нагорода                    | Категорія                                             | Результат |
| ---- | ------------------------------------------------ | ------------- | --------------------------- | ----------------------------------------------------- | --------- |
| 1987 | Дика штучка                                      | Рей Сінклер   | Спілка кінокритиків Бостона | Найкращий актор другого плану                         | Перемога  |
| 1987 | Дика штучка                                      | Рей Сінклер   | Золотий глобус              | Найкраща чоловіча роль другого плану — кінофільм      | Номінація |
| 2003 | Наркобарон (англ. Narc)                          | Генрі Оак     | «Незалежний дух»            | Найкраща чоловіча роль другого плану                  | Номінація |
| 2005 | Швидка допомога Час смерті (англ. Time of Death) | Чарлі Меткалф | «Еммі»                      | Найкращий запрошений актор у драматичному телесеріалі | Перемога  |
| 2005 | Швидка допомога Час смерті (англ. Time of Death) | Чарлі Меткалф | PRISM Awards                | Гра у серії драматичного серіалу                      | Перемога  |